# Zákon o právnosti jednání souvisících s bojem o znovunabytí svobody Čechů a Slováků

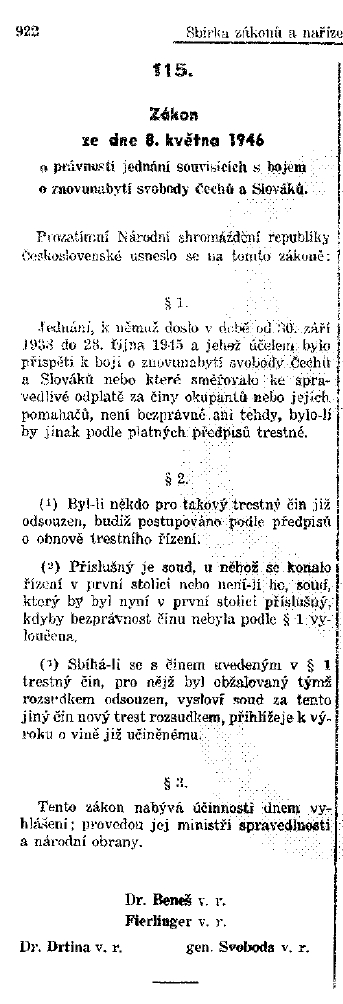
Zákon ve sbírce zákonů

Zákon č. 115/1946 Sb., o právnosti jednání souvisících s bojem o znovunabytí svobody Čechů a Slováků či nesprávně Amnestijní zákon, je zákon, který schválilo Prozatímní Národní shromáždění republiky Československé 8. května 1946 a účinnosti nabyl dnem vyhlášení 4. června 1946.
Tento zákon měl za účel legitimizovat jednak jednání odbojářů za okupace a druhé světové války, které směřovalo k obnovení Československa a osvobození Čechů a Slováků a bylo přitom de facto protizákonné (sabotáže, boj s okupanty), jednak poválečné zúčtování s nacisty, zrádci a kolaboranty, kterého se v rámci „spravedlivé odplaty“ a mimo rámec zákonů dopouštělo domácí obyvatelstvo. Též měl legalizovat obnovování československé státní moci nad pohraničními územími osobami, které nebyly řádně ustavenými činiteli správních orgánů republiky.
Až potud se jednalo o standardní praxi aplikovanou v celé řadě států (např. Itálie, Francie). Obrovské kontroverze, které se s tímto zákonem pojí, spočívají v tom, že v praxi byl masově zneužíván k vyvinění početných zvěrstev páchaných Čechy a Slováky na Němcích, Maďarech a předpokládaných kolaborantech a že mimo jiné i tato praxe až na několik málo výjimek znemožnila potrestání četných a v řadě případů i neobyčejně brutálních zločinů.

## Vznik, úmysl a znění
Účelem zákona č. 115/1946 Sb. bylo jednak legitimizovat odboj a jeho akce, jednak legitimizovat i spravedlivé potrestání okupantů, nacistů, zrádců a kolaborantů.
V prvním případě byla politická reprezentace zcela zajedno. Soudobé zákonodárství prakticky nepočítalo s ozbrojeným bojem proti okupační moci, takže drtivá většina jeho forem byla zcela jednoznačně nezákonná. O nutnosti legitimizovat toto jednání (jako se stalo v prakticky všech státech, které čelily podobné situace) neexistovaly ve společnosti ani v Prozatímním Národním shromáždění (dále PNS) žádné pochybnosti. To už se ale nedá říci u dalších aspektů zákona: 1) časového vymezení zákona (či přesněji data ukončujícího zákonem upravené období) a 2) otázky legitimizace tzv. spravedlivé odplaty.
Otázku časového vymezení se nakonec podařilo vyřešit bez větších problémů a jednoznačně, byť ne zcela nekonfliktně. Zákonu bylo a je často vytýkáno, že byl aplikován na příliš dlouhé období a že v červenci (či srpnu, září, říjnu – dle postoje kritika) 1945 už se nedá mluvit o spontánní spravedlivé odplatě nebo boji proti okupaci. Nutno však říci, že i to je dnes ale spíše podružná a méně vášnivá část debaty, pokud ovšem diskutující uznají, že zákon nebyl plošnou amnestií zločinů na německém národě.
Zcela zásadním problémem se ukázal být poslední aspekt zákona, kterým měla být legitimizace spravedlivé odplaty na okupantech a jejich pomahačích. Z dnešního pohledu je vlastně celý tento aspekt zákona nutně kontroverzní, neboť měl de facto vyvinit mimosoudní popravy a lynčování (pokud se týkaly skutečných provinilců). V době vzniku zákona však tento postoj zastával málokdo, drtivá většina veřejnosti i členů PNS chápala naprostou oprávněnost legitimizovat výbuchy spravedlivého hněvu, nakumulovaného během nacistické hrůzovlády. Zásadním problémem se ukázala být otázka, co je to spravedlivá odplata a koho všeho se týká.
Komunisté (ale i velká část národních socialistů) zastávali velmi široký výklad těchto pojmů. Zejména komunisté chtěli zákon vztáhnout na všechny Němce a Maďary a zrádce a na všechny zločiny na nich v kritickém čase spáchané, přičemž v parlamentu nastolili i požadavek legitimizovat přesuny majetku, ke kterým během těchto činů došlo. V tomto posledním požadavku však byli osamocení a neuspěli. Takto radikální pojetí narazilo na značný odpor v prakticky všech ostatních stranách, zejména však u lidovců (nejhlasitěji proti tomu vystupovali Helena Koželuhová a Pavel Tigrid) a sociálních demokratů (zejména Josef Macek). Výsledkem sporů byla dohoda, že zákon nebude legitimizovat činy, kterým lze přisoudit zištné či nízké pohnutky. Konající měl mít povinnost doložit své čestné pohnutky a cíle.
Výše zmíněný fakt však nijak nebyl vtělen do zákona, ve kterém byla ponechána pouze obecná formulace, ale pouze do prováděcích předpisů a navíc byl též stanoven příliš volně. Právě to, společně s velice nešťastnou okolností, že dohled nad aplikací zákona připadl ministerstvu spravedlnosti (ministr Prokop Drtina, ČSNS), ministerstvu národní obrany (Ludvík Svoboda, nestraník zcela oddaný KSČ) a (sice ne ze zákona, ale z podstaty způsobu vyšetřování zločinů nevyhnutelně) ministerstvu vnitra (Václav Nosek, KSČ), vedlo nakonec k tomu, že toto upřesňující vymezení nebylo zpočátku v drtivé většině případů bráno v potaz, neboť odpovědní dohlížitelé byli přesně ti, co toto omezení neschvalovali a (minimálně v případě komunistů) patrně ani nikdy neměli v úmyslu respektovat.
Zákon byl velmi stručný: Klíčový byl par. 1: „Jednání, k němuž došlo v době od 30. září 1938 do 28. října 1945 a jehož účelem bylo přispěti k boji o znovunabytí svobody Čechů a Slováků nebo které směřovalo ke spravedlivé odplatě za činy okupantů nebo jejich pomahačů, není bezprávné ani tehdy, bylo-li by jinak podle platných předpisů trestné.“ Další dva paragrafy už pouze upřesňovaly detaily.

## Zneužití zákona
Zákon byl od počátku plošně zneužíván k navození beztrestnosti u prakticky všech zločinů a zvěrstev spáchaných na Němcích a údajných kolaborantech, které se nepodařilo zahladit jinak. Kromě ministerstva národní obrany, které opakovaně doporučovalo zákon aplikovat i u masových vražd, a instrukcí ministerstev spravedlnosti a vnitra, které doporučovaly maximální opatrnost ve věci případů, které mohly být zahrnuty pod zákon č. 115/1946 Sb., zejména pokud měli být pachatelé partyzáni (ať už se k tomuto označení dostali jakkoliv), zneužívání zákona napomohlo i opakované vyjádření ministra spravedlnosti Drtiny, že podporuje jeho „maximálně liberální aplikaci“, což si většina státních zástupců vyložila ve smyslu „skoro na všechno“. Byli i takoví, kteří s tak širokým pojetím nesouhlasili, avšak i když se našli policisté ochotní věc vyšetřit a případ prošel díky odhodlání státního zástupce před soud (což bylo dost výjimečné), docházelo k jeho zastavování soudcem na základě vyžádaných posudků od ministerstev či interpretace samotného soudu.
Široká veřejnost a členové Parlamentu začali získávat povědomí o skutečné situaci až na přelomu roku let 1946/1947, na základě rostoucího zájmu médií doma i v zahraničí. To co původně začalo jako snaha vyšetřit neadekvátní postupy proti nevinným Čechům (s výslovným předsevzetím, že do násilností na Němcích se nebude zbytečně šťourat), se postupně rozrostlo do obrovského skandálu. Poslanci, kteří původně věřili, že zákon byl v podstatě používán tak, jak měl být, na základě novinových článků a později i vyšetřování s rostoucí hrůzou zjišťovali, že jako spravedlivá odplata byly interpretovány masové vraždy řadových Němců, kteří se ničím zvláštním neprovinili, vraždy malých dětí, znásilňování německých žen, mučení, krádeže a uchvácení majetku, braní a popravy rukojmích…
Státní zastupitelství v Novém Jičíně například vydalo oficiální stanovisko ve věci trestnosti jednání Vladimíra Boudy (velitel internačního tábora v Hranicích) a Františka Bögla (správce tamtéž), ve kterém připustilo možnost, že soulože s Němkami, byť vynucené, jsou jakousi formou spravedlivé odplaty podle par. 1 zákona č. 115/1946 Sb. Oba muži, kteří nejenže sami okrádali, znásilňovali a mučili internované Němky, ale dokonce je půjčovali jako sexuální hračky rudoarmějcům, partyzánům a československým vojákům, tak zcela unikli trestu, protože znásilněními se soud nezabýval a od obvinění z krádeží je osvobodil rovněž na základě zákona 115/1946 Sb., přičemž rozsudek odůvodnil tak, že obžalovaní „přisvojování cizích věcí chápali jako oprávněnou náhradu za vlastní utrpěné škody, přičemž měli v úmyslu tyto hodnoty vrátit“. Bez výsledku skončilo i vyšetřování záhadných úmrtí a vražd v jejich táboře, z nichž některé měli dotyční spáchat osobně.
Samozřejmě se našli policisté, státní zástupci i soudci, co se domnívali (stejně jako zákonodárci, kteří upřesnění o aplikaci zákona formulovali), že např. znásilnění, týrání či vražda nemluvněte už ze své podstaty nemohou být založeny na pohnutkách jiných než nízkých, i když jsou obětí Němci, ovšem stačil jediný článek v řetězu posloupnosti vedoucího od trestního oznámení k definitivnímu odsouzení, který si to nemyslel, a pachatel byl zachráněn. Faktem bylo, že až na velmi vzácné výjimky se někdo takový našel vždy. K soudům a potrestání se dostal jen nepatrný zlomek z tisíců případů, neboť zákon byl uplatňován obvykle již před samotným soudním řízením (podání trestního oznámení, vyšetřování, posouzení na státním zastupitelství). V případě krádeží byla situace lepší, ale jen málokdy se sáhlo k horšímu trestu, než bylo navrácení prokazatelně ukradených a uchvácených hodnot.
Zděšení demokratických poslanců a zájem veřejnosti doma i v zahraničí měly za následek zřízení parlamentní vyšetřovací komise. Ta, ač působila jen krátce (zanikla po únorovém převratu), zaznamenala několik desítek případů zneužití zákona ke krytí mimořádných excesů týkajících se většího počtu lidí. U řady případů iniciovala zahájení či obnovení šetření a soudních procesů a celková změna povědomí o zákoně ve společnosti vedla k otevření či obnovení vyšetřování dalších případů. Na druhé straně i tato komise se snažila maximálně omezit, potlačit a definitivně uzavřít kauzy, které považovala za politicky příliš citlivé a proto například sama navrhla aplikovat zákon 115/1946 Sb. na případ masových vražd (800-1000 obětí) a dalších závažných excesů (nepřístojné zacházení se ženami, mučení) v oblasti Postoloprt a Žatce. Ty jednak prováděly a organizovaly regulérní jednotky Československé armády, jednak se ukázalo, že mohly mít původ v instrukcích (či velmi neuváženém projevu) vzešlých s prezidentovy vojenské kanceláře. Postup armády v oblasti podpořili i vysocí armádní důstojníci, včetně například generála Klapálka, který věc zhodnotil ve smyslu, že postup tamních jednotek byl z hlediska vojenských zásad správný, a pokud došlo k přehmatům, jsou u vojáků, kteří prošli východní frontou či ztratili své blízké, lidsky pochopitelné. Návrhům bylo vyhověno a zákon byl aplikován.
Komunistický převrat ukončil i toto nedůsledné tažení proti zneužívání zákona a drtivá většina otevřených kauz byla buď prostě ponechána bez ukončení, nebo byla s poukazem na zákon č. 115/1946 Sb. definitivně zastavena. Asi nejzávažnější výjimkou byl proces s Karolom Pazúrom, který pro extrémně velký zájem veřejnosti a zcela mimořádnou bestialitu posuzovaných činů prostě takto ukončit nešlo (nicméně souzen byl jen sám Pazúr, všichni ostatní vrahové ze Švédských šancí trestu unikli).

## Zákon č. 115/1946 Sb. dnes
Je nepochybné, že zákon nebyl míněn jako prostředek k vyvinění brutálních zločinců. Je ovšem stejně tak nezpochybnitelné, že vágní formulace a buďto nedostatečný, nebo úmyslně zavádějící dohled a interpretace odpovědných úřadů vedly k tomu, že tak fakticky působil. Někteří historici zpochybňují (na základě nízkého počtu vyšetřovacích spisů a soudních dokumentů odvolávajích se přímo na tento zákon), že by aplikace výše zmíněných extremistických výkladů byla častá a všeobecná.
Odpůrci těchto zlehčujících postojů ovšem upozorňují, že:
- 1) ve většině případů prostě žádná dokumentace nevznikla, neboť nejdříve se Němci neodvážili věc oznámit (pro celkem důvodnou obavu, že by mohli být v rámci likvidace nacistů bryskně umlčeni navždy) a při pozdějším podání byly tyto excesy už na první pohled zahrnuty pod patřičný zákon a odpovědní policisté se jimi proto vůbec nezabývali[7]
- 2) při evidentním a snadno doložitelném masovém výskytu excesů proti Němcům je zde absolutní nedostatek[3] jakýchkoliv odsouzení za ně. Častým protiargumentem je v tomto případě ovšem poukaz na to, že tento stav lze vysvětlit i jinak (viz dále)
- 3) až na výjimky nebyli patřičně potrestání ani pachatelé největších zvěrstev. Jestliže pak byl zákon aplikován i na ty nejhorší případy (masakry na Žatecku a Postoloprtsku, s výjimkou Pazúra na všechny účastníky masakru na Švédských šancích etc.), je absurdní se domnívat, že by nebyl aplikován na ty méně významné

Tomáš Staněk, který patří k největším znalcům problematiky německé menšiny v Československu 20. století a období vysídlování zejména, ve své shrnující publikaci Poválečné „excesy“ v českých zemích v roce 1945 a jejich vyšetřování uvádí nejen nejkřiklavější případy hromadné zvůle, ale také velké množství menších případů, které nebyly vyšetřovány či byly zastaveny s výslovnými i nevýslovnými odkazy na tento zákon a na základě těchto dat vyslovuje jednoznačný názor, že tvrzení, že tento zákon nebránil vyšetřování excesů páchaných na německém obyvatelstvu, nemůže obstát. Zároveň ale zdůrazňuje, že úmysl zákonodárce byl zcela jiný.
Dodnes platný zákon vzbuzuje emoce nejen u spolků sudetoněmeckých vyhnanců, ale i u té části Čechů, kteří považují zvěrstva páchaná na Němcích v Československu v roce 1945 (a často i jejich následné vyhnání), za skvrnu na národní pověsti. Obojí kritizují tento zákon jako barbarský a neslučitelný s právním státem, ovšem tento pohled je menšinový a založený na předpokladu, že zákon brání vyšetřit a potrestat zločiny z patřičného období. Oficiální postoj České republiky i aplikace toho zákona však dnes odpovídají záměru tehdejšího zákonodárce: podle nich tento zákon nebrání vyšetřování zločinů. Problém je, že dnes už není zpravidla koho soudit a jak vyšetřovat. Tento postoj přijali i experti Evropské komise, kteří zákon posuzovali.

## Jiné příčiny nepotrestání zločinů
Na závěr se sluší podotknout, že tento zákon a jeho zneužití a dezinterpretace nebyly jediným důvodem, proč drtivá většina zločinů spáchaných na Němcích z patřičné části roku 1945 (ale i Maďarech, Češích a Slovácích, leckdy i zcela nevinných) nebyla nikdy potrestána, nebo byla potrestána značně neadekvátně (např. degradací, vyloučením ze strany).
Dalšími, snad možná ještě účinnějšími faktory, byly obecné nepřátelství k Němcům podnícené i postojem politiků a úřadů, účastí vojenských a policejních složek na těchto zločinech, nemožnost určit viníky buď proto, že nebyli zjištěni (je třeba si uvědomit, že k přešetřování masakrů došlo až po vyhnání sudetských Němců, takže dokazování mohlo být složité), nebo protože šlo o bezejmenný dav, spáchání zločinů cizí mocností (zejména Rudá armáda, NKVD), obecná neochota komunistického režimu soudit tyto věci.
Velký vliv na vůbec výskyt excesů a jejich vyšetřování hrál také postoj správců daného území z řad osvoboditelských armád. Němci v americké zóně na tom byli mnohem lépe, než ve zbytku republiky, neboť americké jednotky je před excesy systematicky chránily, incidenty vyšetřovaly a tvrdě vyžadovaly výměnu těch úředníků, policistů a důstojníků, kteří excesy ignorovali, podněcovali či dokonce sami páchali. Američané obecně neměli pro Čechy toužící po odplatě příliš pochopení (na rozdíl od Rudé armády, kde byl přístup k brutální odvetě obecně chápavější a v konkrétních případech závislý na osobě místních velitelů – i zde se ovšem místy vyskytly stížnosti, že Rudá armáda Němce před Čechy brání) a jejich postoj charakterizoval výrok, který otiskly Obzory: „Nešli jsme do války proto, aby Češi, třebas ve spravedlivém hněvu, dělali nové Buchenwaldy.“ Plukovník John H. Fey konstatoval, že jeho funkce styčného důstojníka mezi americkou armádou a MNO představovala „neustálý zápas s českými orgány o to, aby zacházely s Němci jako s lidskými bytostmi.“ Jak upozorňují někteří komentátoři: jestliže tedy české orgány bestiality proti Němcům v naprosto obecné míře podporovaly, pak byla sama existence tohoto zákona nepodstatná a zločiny by zůstaly nepotrestány, i kdyby neexistoval.